# آيت سدرات الجبل العليا
آيت سدرات الجبل العليا هي قرية ريفية أمازيغية في إقليم تنغير ضمن جهة درعة تافيلالت بالمغرب. كان مجموع عدد سكان البلدية آيت سدرات الجبل العليا 4.059 نسمة يعيشون في 618 أسرة.(تعداد السكان الرسمي 2004).

## دواوير الجماعة
- أموڭر
- تزكين
- بومردول
- تيلوت